# Krążownik lotniczy
Krążownik lotniczy – nieliczna klasa okrętów z obu wojen światowych, podklasa krążowników, łącząca cechy krążowników i transportowców wodnosamolotów, nie zawsze wyodrębniana od krążowników. Były to, ogólnie ujmując, krążowniki przenoszące większą liczbę wodnosamolotów, niż ogół współczesnych im okrętów tej klasy (kilka do kilkunastu). Okręty takie miały klasyczne uzbrojenie krążownika na dziobie, natomiast na rufie znajdowały się katapulty do wyrzucania wodnosamolotów i pokład lotniczy do ich obsługi oraz hangar. Po locie, wodnosamolot wodował obok okrętu i był podnoszony za pomocą dźwigu. Zwykłe krążowniki, w odróżnieniu od lotniczych, nie przenosiły w ogóle samolotów, lub później przenosiły 1, 2 maksymalnie 4 wodnosamoloty zwiadowcze.
Po II wojnie światowej jako krążowniki lotnicze klasyfikowano w niektórych państwach krążowniki śmigłowcowe lub lekkie lotniskowce.

## I wojna światowa - początki klasy

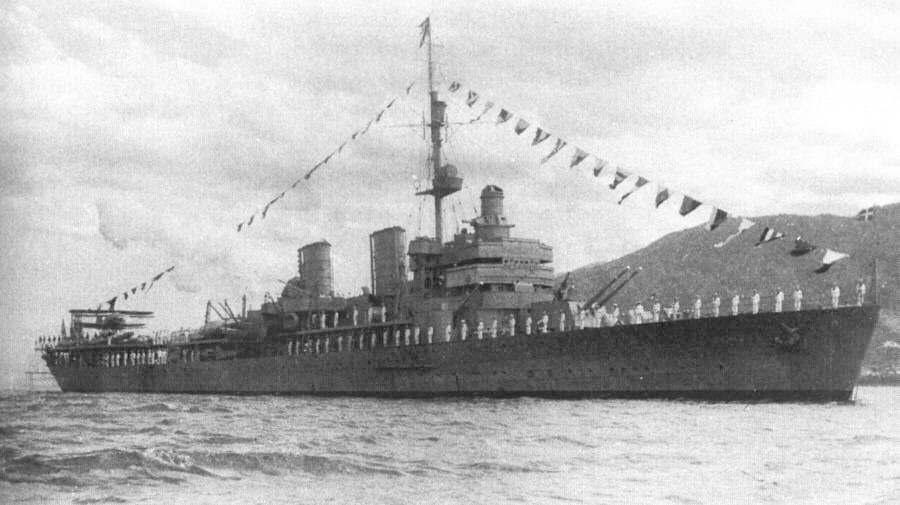
Szwedzki lekki krążownik lotniczy HMS „Gotland”

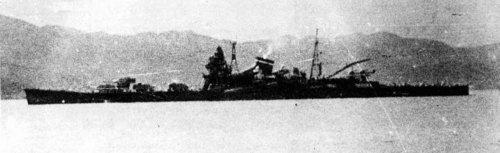
Słabej jakości fotografia krążownika lotniczego „Tone”, ukazująca pokład lotniczy na rufie

Za protoplastę klasy można uznać rosyjski mały nieopancerzony krążownik „Ałmaz” (wyporność 3285 t, uzbrojenie główne: 7 dział 120 mm), przebudowany już w 1914 roku w celu zabierania 4 wodnosamolotów (wodowanych za pomocą dźwigu) i używany na Morzu Czarnym podczas I wojny światowej. 
Pod koniec wojny, w 1918 roku Niemcy przebudowali krążownik pancernopokładowy SMS „Stuttgart” (3469 t), który zabierał po przebudowie 2-3 wodnosamoloty, wodowane za pomocą dźwigu. Planowano też przebudowę znacznie większego krążownika pancernego SMS „Roon” (9533 t), który miał przenosić aż 10 wodnosamolotów, lecz nie doszło to do skutku przed końcem wojny. Należy zaznaczyć, że podczas I wojny światowej zwykłe krążowniki oraz pancerniki nie przenosiły jeszcze wodnosamolotów pokładowych.

## Okres międzywojenny i II wojna światowa - rozwój i schyłek klasy
Pierwszym specjalnie zbudowanym krążownikiem lotniczym, który wzbudził spore zainteresowanie w świecie, był szwedzki  HMS „Gotland” z 1934 (wyporność: 4700 ton, uzbrojenie główne: 6 dział 152 mm), zabierający 6-8 wodnosamolotów. Bardziej znanymi przedstawicielami tej klasy stały się okręty japońskie, budowane w celu zwiększenia możliwości rozpoznawczych zespołów floty i biorące udział w II wojnie światowej. Szczególnie znane stały się krążowniki ciężkie: „Tone” i „Chikuma” z 1938 (wyporność: 11 215 ton, uzbrojenie główne: 8 dział 203 mm), zabierające 5-6 wodnosamolotów. Ponadto, zbudowano lekki krążownik lotniczy „Ōyodo” (6 wodnosamolotów). W 1943 roku na krążownik lotniczy został także przebudowany krążownik ciężki „Mogami” (wyporność: 12 200 ton, uzbrojenie główne: 6 dział 203 mm) – zabierał 11 wodnosamolotów.
Umiarkowana przydatność praktyczna krążowników lotniczych oraz wzrastające rozpowszechnienie lotniskowców spowodowały niewielką popularność tej klasy, tym bardziej, że zwykłe krążowniki nowo budowane w okresie międzywojennym na ogół zabierały 1-3, a amerykańskie nawet 4 wodnosamoloty. Należy zaznaczyć, że krążowniki lotnicze nie zawsze są wyróżniane jako odrębna klasa – często okręty te zaliczane są po prostu do krążowników (lekkich lub ciężkich, w zależności od kalibru dział do 155 mm lub powyżej).
W odróżnieniu od bardziej rozpowszechnionych tendrów wodnosamolotów (okrętów-baz wodnosamolotów), będących okrętami prostszymi, zbliżonymi do statków transportowych lub z nich przebudowanymi, krążowniki lotnicze zachowywały własności krążowników, takie jak opancerzenie, dobre uzbrojenie i prędkość i nadawały się przez to lepiej do zadań rozpoznawczych w składzie floty.  W Japonii zbudowano dwa nietypowe okręty lotnicze – pancerniki „Ise” i „Hyūga” przebudowane w 1943 roku analogicznie do krążownika „Mogami” na pancerniko-lotniskowce, zabierające 22 wodnosamoloty.

## Okres powojenny

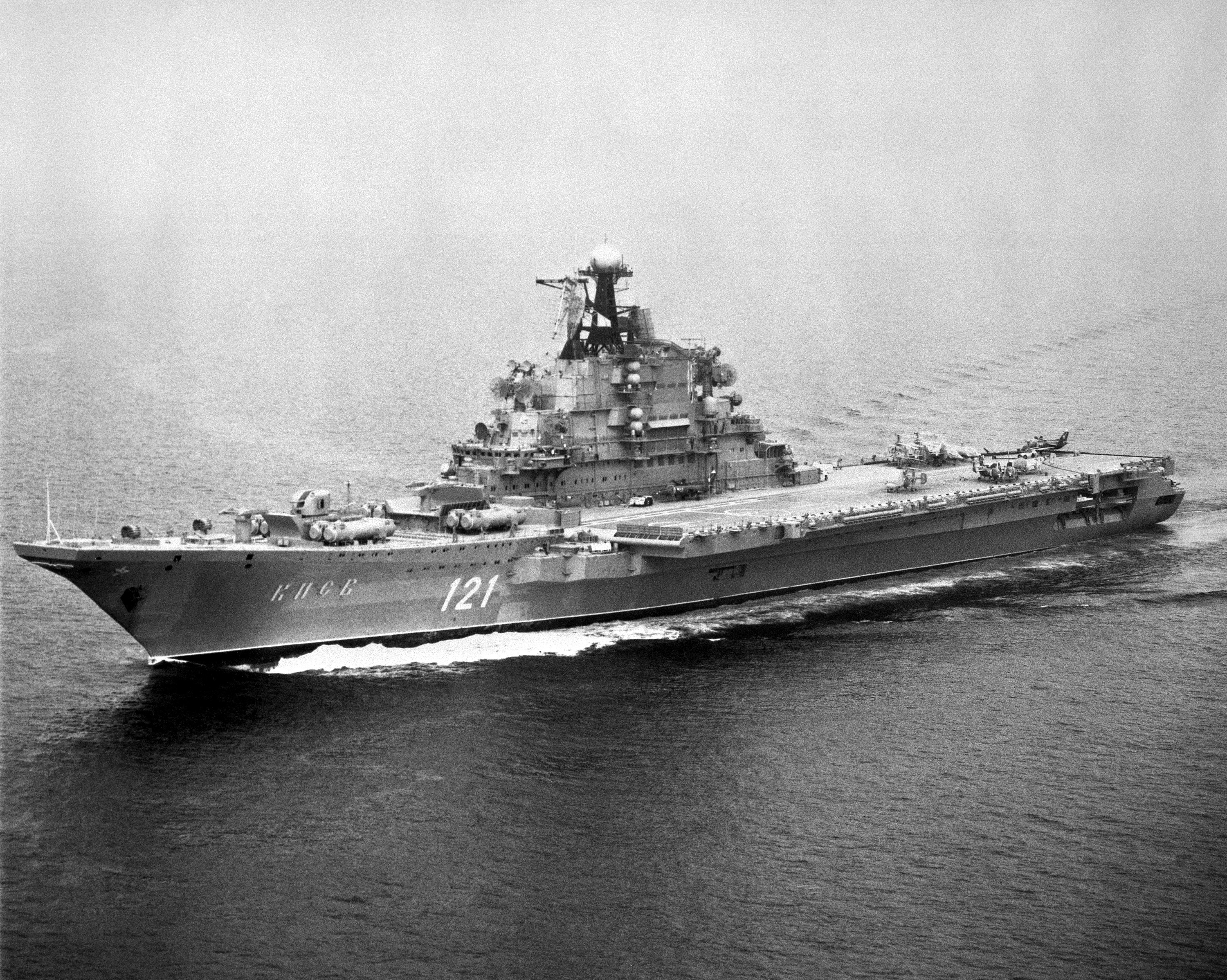
Krążownik lotniczy „Kijew”

Racja istnienia dla krążowników lotniczych znikła ostatecznie po II wojnie światowej, wraz z zastąpieniem wodnosamolotów bazujących na okrętach przez śmigłowce i pojawieniem się krążowników śmigłowcowych, służących głównie do zwalczania okrętów podwodnych. Oficjalnie jednak jako ciężkie krążowniki lotnicze klasyfikuje się w ZSRR i Rosji powojenne okręty lotnicze – lekkie lotniskowce typu Kijew, przenoszące samoloty pionowego startu i lądowania  oraz klasyczny lotniskowiec „Admirał Kuzniecow”. Oba te typy jednak wśród lotniskowców wyróżnia także silne ofensywne uzbrojenie rakietowe, a w przypadku typu Kijew także uzbrojenie przeciwlotnicze i przeciwpodwodne, usprawiedliwiające w pewien sposób odmienność klasyfikacji. Również włoski lotniskowiec „Giuseppe Garibaldi” klasyfikowany jest jako krążownik lotniczy (Incrociatore Portaeromobili). Z kolei brytyjskie lotniskowce typu Invincible na etapie budowy były określane jako „krążowniki z ciągłym pokładem lotniczym” (through deck cruiser).